# Nupe-Gbagyi jezici
Nupe-Gbagyi jezici, jedan od dva ogranka šire jezične skupine nupoid, nigersko-kongoanska porodica, koja obuhvaća 9 jezika iz Nigerije. Grana se na dvije uže skupine gbagyi-gbari s 2 jezika (prije 3) jezika,  Nupe sa (6) i posebnog jezika dibo. Nupoid jezike čini zajedno sa skupinom ebira-gade (2). Predstavnci su: 
a. gbagyi-gbari (2): gbagyi [gbr]; gbari [gby]. Nekadašnji jezik gbagyi nkwa čiji je dentifikator bio ([gbw]), danas se vodi kao dijalekt jezika gbari
b. Nupe (6): asu [aum]; gupa-abawa [gpa]; kakanda [kka] kami [kmi]; kupa [kug]; nupe-nupe-tako [nup]
dibo [dio]

## Vanjske poveznice
- Ethnologue (14th)
- Ethnologue (15th)